# Andrea De Carlo

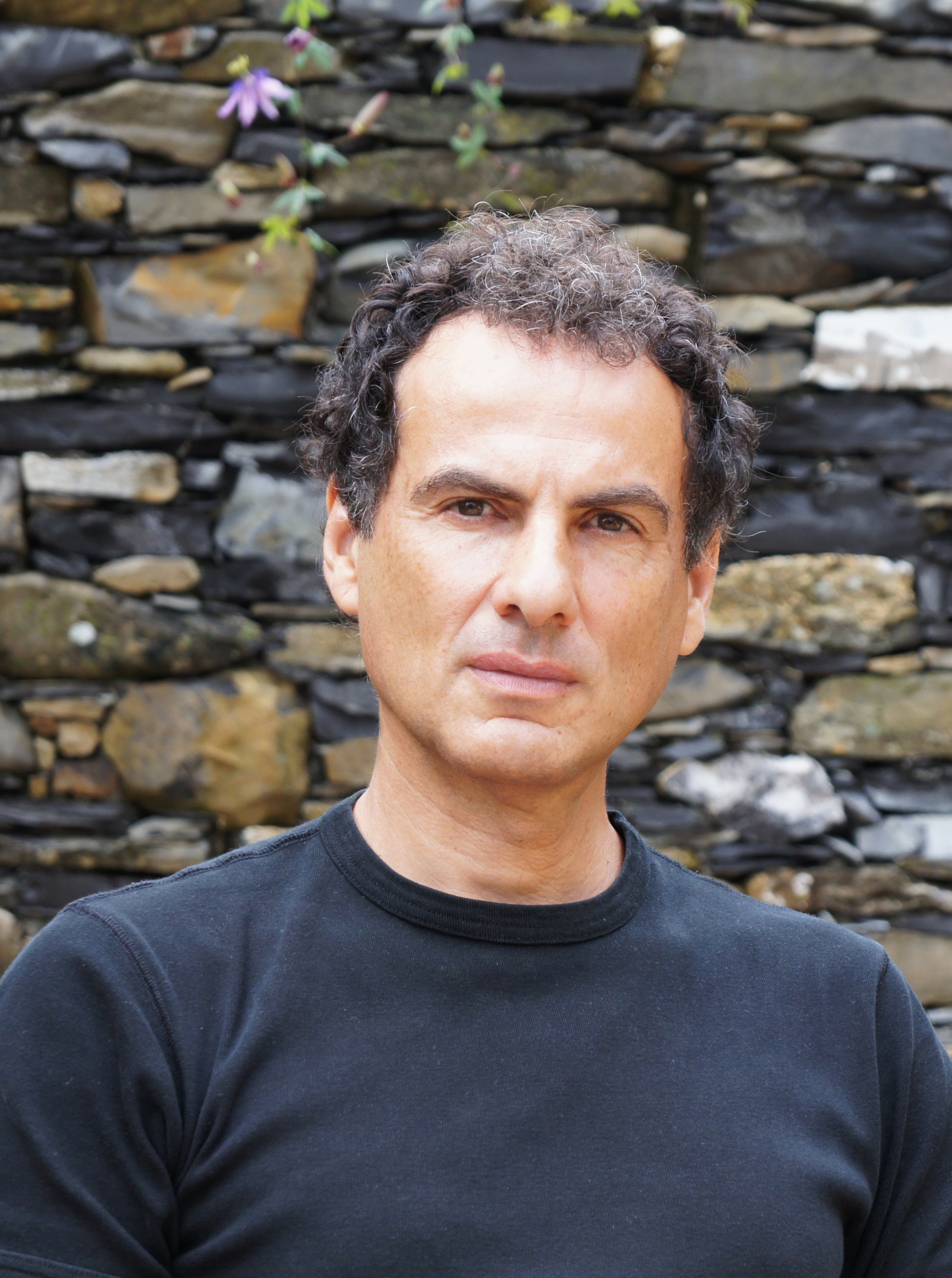
Andrea De Carlo (2014)

Andrea De Carlo (* 11. Dezember 1952 in Mailand) ist ein italienischer Schriftsteller.

## Leben
Andrea De Carlo lebte nach einem Literaturstudium längere Zeit in den USA und in Australien. Sein erster großer Erfolg war der 1981 erschienene Roman Creamtrain (Treno di panna). In Italien avancierte er schnell zum Bestsellerautor. De Carlo arbeitete als Fotograf und Rockmusiker, später als Assistent von Federico Fellini, bevor er Schriftsteller wurde. Er hat zahlreiche Romane geschrieben, die sich weltweit mehr als fünf Millionen Mal verkauft haben und in einundzwanzig Sprachen übersetzt worden sind. De Carlo ist engagiert beteiligt an der Greenpeace-Kampagne „Scrittori per le foreste“ (Schriftsteller für die Tropenwälder). Er lebt in Rom, in Mailand und auf dem Land in der Nähe von Urbino.
De Carlo betätigte sich auch als Maler und Filmemacher; sein 1988 selbst inszenierter Treno di panna nach eigenem Drehbuch basiert auf seinem Roman. Bereits 1983 hatte er als Regieassistent für Federico Fellini gearbeitet.

## Werke
- Treno di panna (Einaudi, Turin 1981); dt. Creamtrain, übers. v. Burkhart Kroeber (Diogenes, Zürich 1985)
- Uccelli da gabbia e da voliera (Einaudi, Turin 1982); dt. Vögel in Käfigen und Volieren, übers. v. Burkhart Kroeber (Diogenes, Zürich 1984)
- Macno (Bompiani, Mailand 1984); dt. Macno, übers. v. Renate Heimbucher-Bengs (Diogenes, Zürich 1987), (Volk und Welt, Berlin 1988)
- Yucatan (Bompiani, 1986); dt. Yucatan, übers. v. Jürgen Bauer (Diogenes, 1988)
- Due di due (Mondadori, Mailand 1989); dt. Zwei von zwei, übers. v. Renate Heimbucher (Diogenes, 1991)
- Tecniche di seduzione (Bompiani, 1991); dt. Techniken der Verführung, übers. v. Renate Heimbucher (Diogenes, 1993)
- Arcodamore (Bompiani, 1993); dt. Arcodamore, übers. v. Renate Heimbucher, (Diogenes, 1995)
- Uto (Bompiani, 1995); dt. Uto, übers. v. Renate Heimbucher (Diogenes, 1996); Neuausgabe unter dem Titel Guru (Bompiani, 1996, Diogenes, 1998)
- Di noi tre (Mondadori, 1997); dt. Wir drei, übers. v. Renate Heimbucher (Diogenes, 1999)
- Nel momento (Mondadori, 1999); dt. Die Laune eines Augenblicks, übers. v. Renate Heimbucher (Piper, München 2001)
- Pura Vita (Mondadori, 2001); dt. Pura Vita – Das wahre Leben, übers. v. Renate Heimbucher (Piper, München 2002)
- I veri nomi (Mondadori, 2002); dt. Die ganz große Nummer, übers. v. Monika Lustig (Piper, 2004)
- Giro di vento (Mondadori, 2004); dt. Wenn der Wind dreht, übers. v. Monika Lustig (Diogenes, Zürich 2007)
- Mare delle verità (Mondadori, 2006); dt. Das Meer der Wahrheit, übers. v. Maja Pflug (Diogenes, Zürich 2008)
- Durante (Bompiani, 2008); dt. Als Durante kam, übers. v. Maja Pflug (Diogenes, Zürich 2010)
- Leielui (Bompiani, 2010); dt. Sie und Er, übers. v. Maja Pflug (Diogenes, Zürich 2012)
- Villa Metaphora (Bompiani, 2012); dt. Villa Metaphora, übers. v. Maja Pflug (Diogenes, Zürich 2015)
- Cuore primitivo (Bompiani, 2014); dt. Das wilde Herz, übers. v. Maja Pflug u. Petra Kaiser (Diogenes, Zürich 2019)
- L'imperfetta meraviglia (Giunti, 2016); dt. Ein fast perfektes Wunder, übers. v. Maja Pflug (Diogenes, Zürich 2017)
- Una di luna (La nave di Teseo, 2018), dt. Margherita und der Mond, übers. v. Petra Kaiser (Diogenes, Zürich 2021)
- Il teatro dei sogni (La nave di Teseo, 2020), dt. Das Traumtheater, übers. v. Petra Kaiser (Diogenes, Zürich 2023)
- Io, Jack e Dio (La nave di Teseo, 2022)
- mit Malina De Carlo: I vestiti di Batuc (La nave di Teseo, 2023)